# Broederschap en Eenheid in de Politiek
Broederschap en Eenheid in de Politiek (BEP) is een politieke partij in Suriname.

## Geschiedenis
De BEP is opgericht op 29 april 1973 onder leiding van onder meer de jongeren Bill Pryor, Eddy Dap, Petrus Domini, George Leidsman, John Molien en Themar Strijder. Pryor was van 1973 tot 1987 de voorzitter van de partij.
De partij werd voor de eerste democratische verkiezingen, in 1987, na de Sergeantencoup, is de partij geheractiveerd en heeft het zijn huidige naam gekregen. De BEP deed in 1987 niet mee aan de verkiezingen, omdat zij ‘geen contact kon maken’ met haar achterban. Ook zat een deel van de BEP-aanhang in vluchtelingenkampen in Frans-Guyana. De BEP gaf toen een stemadvies om op het Front te stemmen, maar de combinatie had geen kandidaten gesteld in het binnenland. Reden: het slechte bereik van het binnenland door de oorlog. Gezien de roerige periode dacht de BEP dat een Front-regering de beste keuze zou zijn voor het land. Bovendien werden Marrons gezien als leden van het Junglecommando, terwijl BEP geen onderdeel van het Junglecommando was en ook geen directe associatie had. Er was in 1991 ook geen samenwerking met het Junglecommando. Door de BEP-aanhang, werd Alendy gekozen in Paramaribo.
De partij behaalde twee zetels tijdens de verkiezingen van 2020.

## Partijleiding
Caprino Alendy vervulde sinds 1987 de partijleidersfunctie. Sinds de jaren 1970 is Alendy als bestuurder betrokken bij de BEP. Sinds de verkiezingen van 2010 zat hij niet in DNA, waardoor zijn partij uiteen gespeeld kon worden. De partijleiding en de DNA-fractie zijn intens verdeeld gebleken over de koers van de partij.
Celsius Waterberg was sinds september 2012 de nieuwe voorzitter van BEP. Hij wil bij de volgende verkiezingen van 2015 de BEP niet laten meedoen in de A-Combinatie. Statistisch gezien heeft de BEP meer stemmen gehaald dan de ABOP. Uiteindelijk werd gekozen voor een samenwerking in de V7.
Op 3 februari 2018 werden er herverkiezingen voor het voorzitterschap van de BEP gehouden. Ronny Asabina won deze met 124 stemmen voor en 71 tegen en nam de leiding van Waterberg over.

## DNA-fractie
De fractie onder leiding van Ronny Asabina hebben niet voor de Amnestiewet 2012 gestemd, waardoor de Mega Combinatie, onder aanvoering van Ricardo Panka, de BEP niet meer ziet als de coalitie, maar als oppositie. Asabina is daarom sinds april 2012 niet meer de voorzitter van een vaste departementale commissie. Ook Rudolf Zeeman is als DNA-lid van de BEP in de spreekwoordelijke oppositiebanken geplaatst.
Diana Pokie en Waldie Ajaiso zijn uit de BEP-fractie. BEP liet beide Assemblée-leden hierop door het Centraal Hoofdstembureau terugroepen op grond van de Terugroepwet (Wet Beëindiging Lidmaatschap DNA). Pokie en Adjiaso lieten de beslissing vervolgens aan de rechter. Die besliste in september dat de lidmaatschappen van de BEP en De Nationale Assemblée geheractiveerd dienden te worden.

## Ministeries
Na de kabinetsherschikking (een reshuffling genoemd), als gevolg van de stemming over de Amnestiewet 2012, zijn onder meer twee BEP-ministers (Linus Diko van Regionale Ontwikkeling en Celsius Waterberg van Volksgezondheid) door president Bouterse de laan uitgestuurd. Diko is tevens geroyeerd uit de partij. Diko werd als minister van Regionale Ontwikkeling opgevolgd Stanley Betterson. Als minister van Volksgezondheid werd de niet-partijgebonden Michel Blokland geïnstalleerd.

### Kabinet-Venetiaan III(2005-2010)
- Volksgezondheid: Celsius Waterberg
- Regionale Ontwikkeling: Michel Felisi

### Kabinet-Bouterse I(2010-2012)
- Volksgezondheid: Celsius Waterberg
- Regionale Ontwikkeling: Linus Diko

### Kabinet-Simons(2025-2030)
- Transport, Communicatie en Toerisme: Raymond Landveld

## Verkiezingsuitslagen
| Verkiezingsjaar | Partijvoorzitter  | Alliantie     | Kandidatenlijst | Aantal stemmen | Aantal behaalde zetels | Coalitie/Oppositie |
| --------------- | ----------------- | ------------- | --------------- | -------------- | ---------------------- | ------------------ |
| 1973            | onbekend          | -             | Kandidatenlijst | 3.198          | 0 / 39                 | Buitenparlementair |
| 1977            | onbekend          | DVF           | Kandidatenlijst | 964            | 0 / 39                 | Buitenparlementair |
| 1987            | Caprino Alendy    | Geen deelname | Geen deelname   | Geen deelname  | Geen deelname          | Buitenparlementair |
| 1991            | Caprino Alendy    | DA'91         | Kandidatenlijst |                | 3 / 51                 | Oppositie          |
| 1996            | Caprino Alendy    | DA'91         | Kandidatenlijst |                | 1 / 51                 | Oppositie          |
| 2000            | Caprino Alendy    | DA'91         | Kandidatenlijst |                | 1 / 51                 | Oppositie          |
| 2005            | Caprino Alendy    | AC            | Kandidatenlijst |                | 4 / 51                 | Coalitie           |
| 2010            | Caprino Alendy    | AC            | Kandidatenlijst |                | 4 / 51                 | Coalitie           |
| 2015            | Celsius Waterberg | V7            | Kandidatenlijst | 4.618          | 2 / 51                 | Oppositie          |
| 2020            | Ronny Asabina     | -             | Kandidatenlijst | 6.835          | 2 / 51                 | Oppositie          |
| 2025            | Ronny Asabina     | -             | Kandidatenlijst |                |                        |                    |